# Syntomeida
Genre
Syntomeida  est un genre de lépidoptères (papillons) américains de la famille des Erebidae et de la sous-famille des Arctiinae. 

## Liste des espèces
Selon FUNET Tree of Life (28 octobre 2020) :
- Syntomeida austera Dognin, 1902
- Syntomeida epilais (Walker, 1854)
- Syntomeida ipomoeae (Harris, 1839)
- Syntomeida joda (Druce, 1897)
- Syntomeida melanthus (Cramer, 1779)
- Syntomeida paramalanthus Forster, 1949
- Syntomeida syntomoides (Boisduval, 1836)
- Syntomeida venadia Schaus, 1920
- Syntomeida vidua (Ménétriés, 1857)
- Syntomeida vulcana Druce, 1889
- Syntomeida wrighti (Gundlach, 1881)